# فوريو جيسي
فوريو جيسي (بالإنجليزية: Furio Jesi)‏ (19 مايو 1941-17 يونيو 1980) هو مؤرخ وكاتب وعالم آثار وفيلسوف إيطالي.